# Za Skorami
Za Skorami este o arie protejată (arie specială de conservare — SAC, sit de importanță comunitară — SCI) din Slovacia întinsă pe o suprafață de 7,04 ha, integral pe uscat.

## Localizare
Centrul sitului Za Skorami este situat la coordonatele 49°07′34″N 22°10′33″E / 49.126238°N 22.175788°E.

## Înființare
Situl Za Skorami a fost declarat sit de importanță comunitară în decembrie 2021.

## Biodiversitate
Situată în ecoregiunea alpină, aria protejată conține 2 habitate naturale: Fânețe de joasă altitudine (Alopecurus pratensis, Sanguisorba officinalis), Pajiști cu Molinia pe soluri calcaroase, turboase sau argilos-nămoloase (Molinion caeruleae).
La baza desemnării sitului se află un număr nedeclarat de specii protejate.